# Maestà (poliptyk Duccia di Buoninsegni)

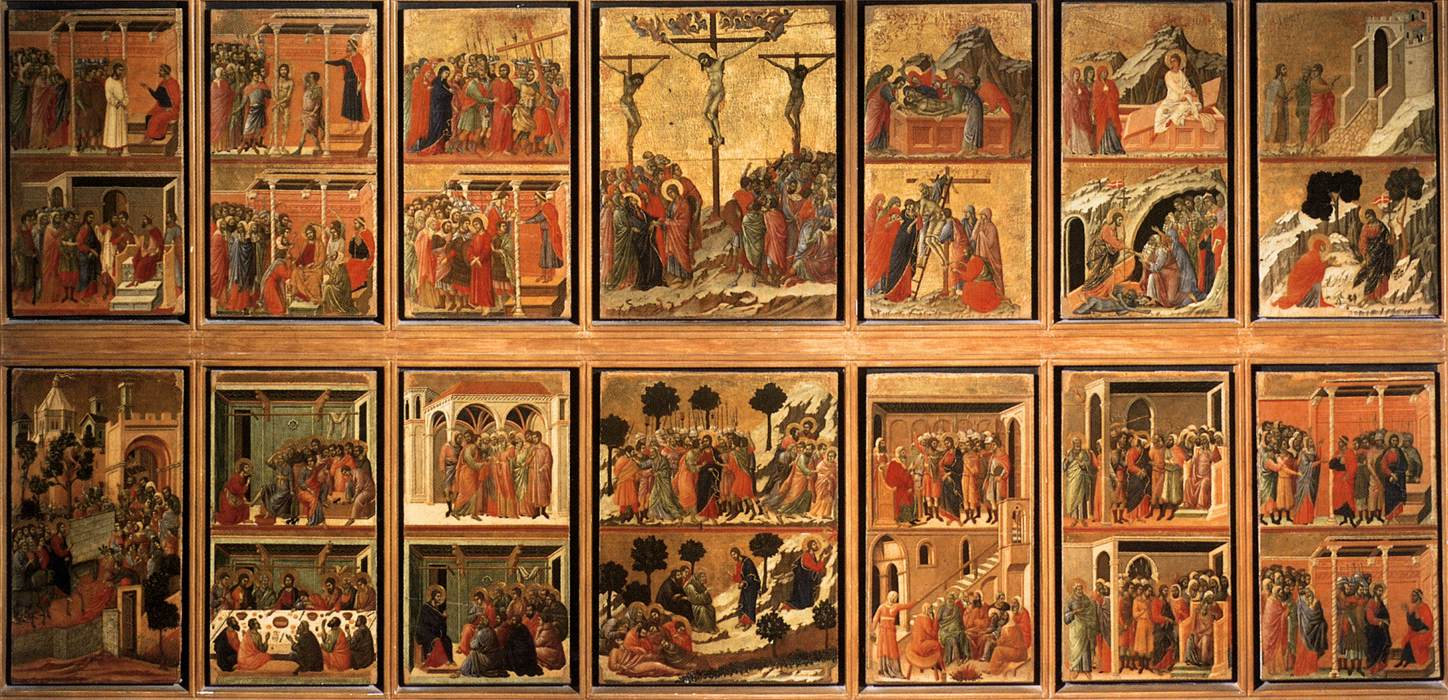
Rewers poliptyku

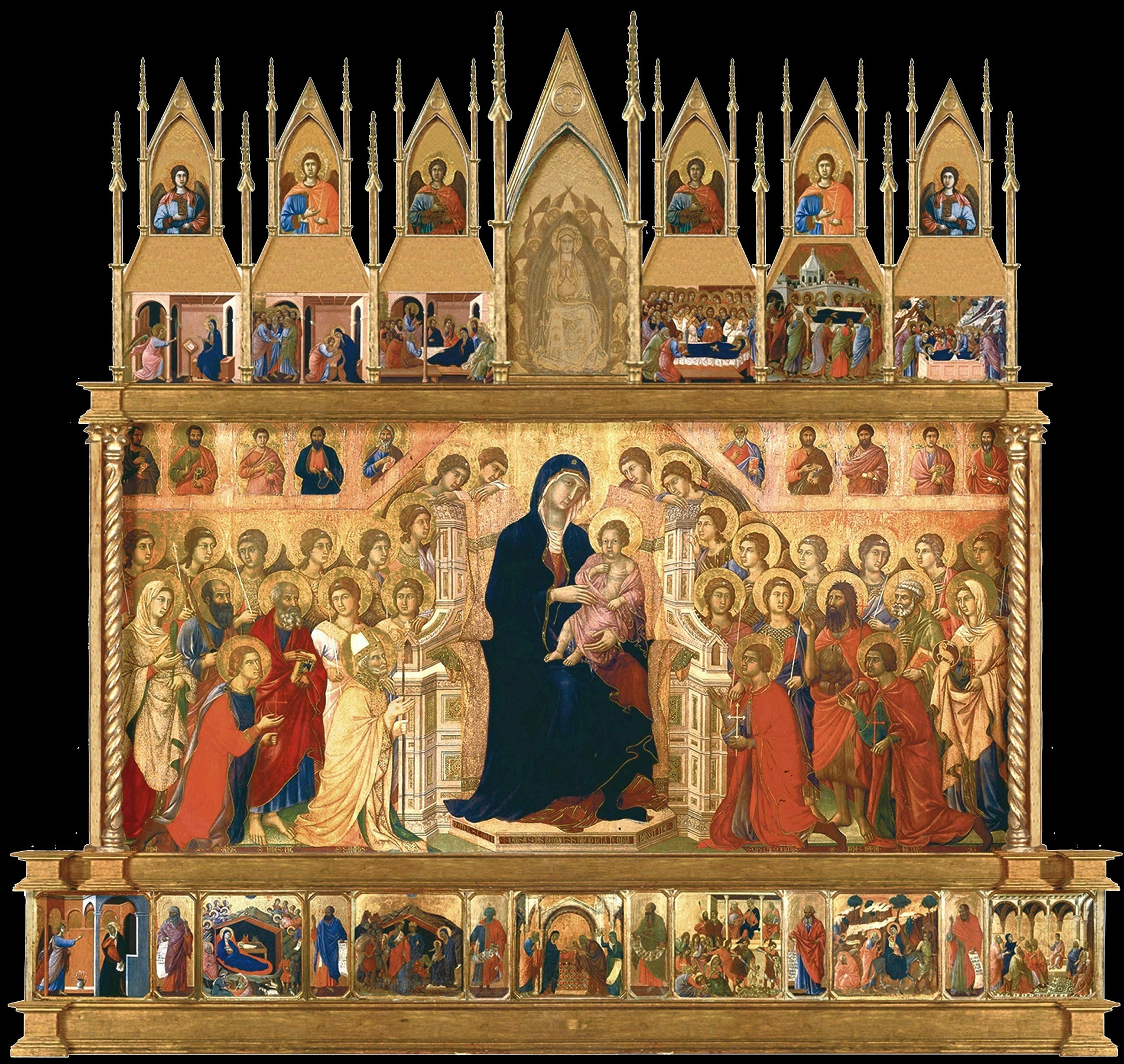
Rekonstrukcja pierwotnego wyglądu poliptyku (awers)

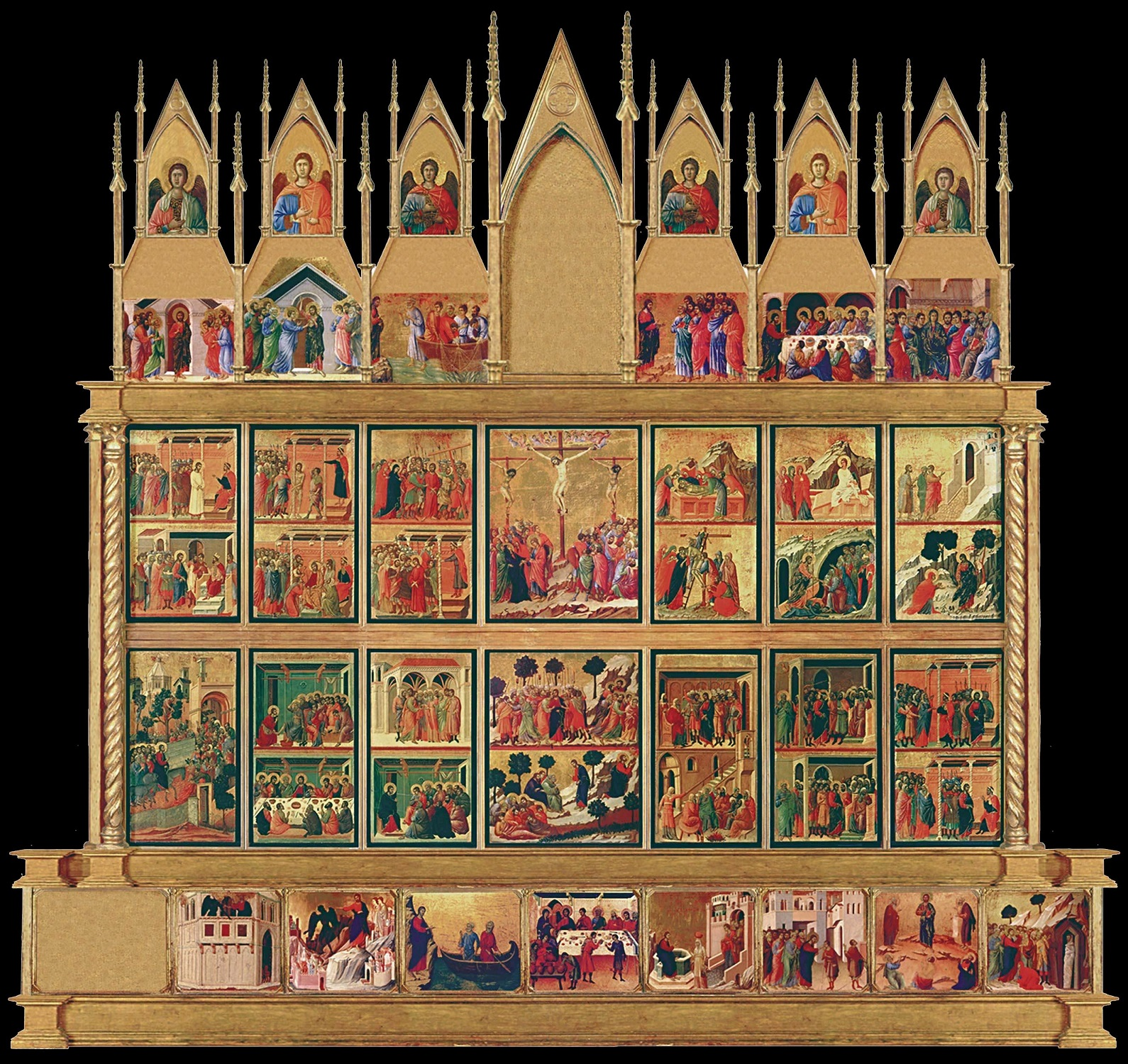
Rekonstrukcja pierwotnego wyglądu poliptyku (rewers)

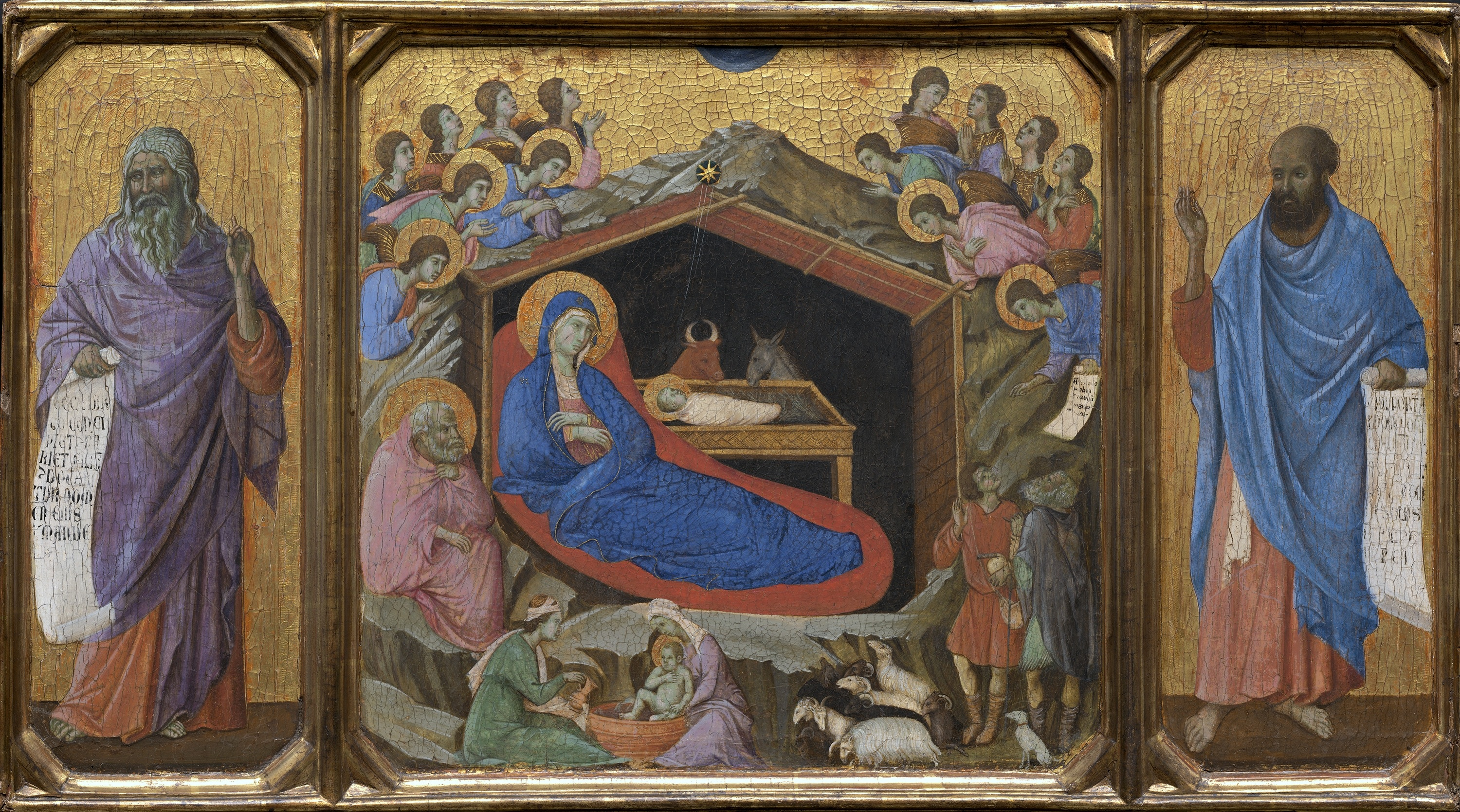
Narodzenie z prorokami Izajaszem i Ezechielem

Maestà – nastawa ołtarzowa, obustronnie malowana, o rozbudowanym programie, wykonana w latach 1308-11 przez włoskiego malarza Duccia di Buoninsegna, przeznaczona do ołtarza głównego katedry w Sienie.
Monumentalny poliptyk (pierwotnie miał 5 m szerokości), zamówiony w 1308 przez radę miejską Sieny, został przeniesiony w uroczystej procesji 9 czerwca 1311 z pracowni malarza do katedry sieneńskiej. W XVIII w. nastawa została pozbawiona oryginalnej pozłacanej oprawy z gotyckimi sterczynami, podzielona i częściowo rozproszona. Od 1878 zasadnicza jej część znajduje się w Muzeum Katedralnym w Sienie. Niektóre fragmenty zaginęły, więc nie jest możliwe pełne odtworzenie układu całości.
Artysta czerpał z tradycji bizantyjskiej (sztywne pozy, symetryczny układ, złote tło) oraz francuskiego gotyku (skłonność do dramatyzmu, zmysł detalu, miękkość modelowania, realizm).
Wokół podstawy tronu widoczny jest napis: “MATER SANCTA DEI – SIS CAUSA SENIS REQUIEI – SIS DUCIO VITA – TE QUIA PINXIT ITA” (Święta Matko Boża, bądź sprawczynią pokoju w Sienie i w życiu Duccia, bowiem on Cię tak namalował).
Kronikarz z poł. XIV w. zanotował: Był to najpiękniejszy obraz, jaki kiedykolwiek widziano i wykonano. W 1450 florencki rzeźbiarz Lorenzo Ghiberti napisał: Obraz został wyśmienicie namalowany, świadczy o biegłości malarza. Jest wspaniały, a Duccio był wielkim artystą.

## Struktura
- Tablica centralna przednia: Tronująca Madonna z Dzieciątkiem w otoczeniu aniołów i świętych (m.in. czterej patroni Sieny: Ansanus, Sabinus, Krescencjan i Wiktor klęczący na pierwszym planie) oraz dziesięciu apostołów w arkadach.
- Predella (obecnie oddzielona od tablicy): Sceny z życia Marii i dzieciństwa Chrystusa na przemian z postaciami proroków:
  - Zwiastowanie (Londyn)
  - Narodziny (Waszyngton)
  - Hołd Trzech Króli
  - Ofiarowanie w świątyni
  - Rzeź niewiniątek
  - Ucieczka do Egiptu
  - Dyskusja w świątyni
- Zwieńczenie przedniej strony – cykl poświęcony śmierci Madonny (6 obrazów):
  - Zapowiedź śmierci Marii
  - Pożegnanie Marii z Janem
  - Pożegnanie z apostołami
  - Koronacja Marii (Budapeszt)
  - Zaśniecie Marii
  - Pogrzeb Marii
  - Grób Marii
- Rewers: Sceny Męki Pańskiej – cykl 26 scen umieszczony na czternastu tablicach (odczytanie od strony lewej do prawej, najpierw dolny rząd, potem górny):
  - Wjazd Jezusa do Jerozolimy
  - Obmywanie stóp i Ostatnia Wieczerza
  - Zdrada Judasza i Chrystus opuszcza apostołów
  - Modlitwa w Ogrójcu i Pocałunek Judasza
  - Oskarżenie faryzeuszy i Chrystus przed Piłatem
  - Naigrawanie i Chrystus przed Kajfaszem
  - Chrystus przed arcykapłanem i Zdrada Piotra
  - Chrystus przed Herodem i Chrystus ponownie przed Piłatem
  - Cierniem koronowanie i Biczowanie
  - Cierniem koronowanie i  Piłat umywa ręce
  - Ukrzyżowanie
  - Zdjęcie z krzyża i Złożenie do grobu
  - Zejście do piekieł i Trzy Marie u grobu
  - Noli me tangere i Droga do Emaus
- Zwieńczenie tylnej strony – dzieje Chrystusa po Zmartwychwstaniu (6 obrazów):
  - Ukazanie się apostołom
  - Niedowiarstwo Tomasza
  - Zesłanie Ducha Świętego
  - Ukazanie się nad Jeziorem Tyberiadzkim
  - Ukazanie się na górze w Galilei
  - Ukazanie się apostołom w czasie wieczerzy

## Fragmenty poliptyku w innych muzeach
- Zwiastowanie – National Gallery w Londynie
- Narodzenie z prorokami Izajaszem i Ezechielem – National Gallery of Art, Waszyngton
- Kuszenie na górze – Frick Collection, Nowy Jork
- Powołanie św. Piotra i Andrzeja – National Gallery of Art, Waszyngton
- Spotkanie z Samarytanką – Museo Thyssen-Bornemisza, Madryt
- Wskrzeszenie Łazarza – Kimbell Art Museum, Fort Worth, Texas
- Koronacja Marii – Muzeum Sztuk Pięknych w Budapeszcie
- Przemienienie – (National Gallery, Londyn)[4]
- Uzdrowienie niewidomego od urodzenia – (National Gallery, Londyn)